# Adam Seroczyński
Adam Dariusz Seroczyński, född den 13 mars 1974 i Olsztyn, Polen, är en polsk kanotist.
Han tog OS-brons på K-4 1000 meter i samband med de olympiska kanottävlingarna 2000 i Sydney.